# Eduardas Rozentalis
Eduardas Rozentalis (ur. 27 maja 1963 w Wilnie) – litewski szachista i trener szachowy (FIDE Trainer od 2014), arcymistrz od 1991 roku.

## Kariera szachowa
Pod koniec lat 80. należał do ścisłej czołówki radzieckich juniorów, trzykrotnie (1984, 1985, 1987) zwyciężając w turniejach młodych mistrzów. W roku 1990 zwyciężył w swoim pierwszym międzynarodowym turnieju w Genewie. W kolejnych latach odniósł szereg turniejowych sukcesów, m.in. w 1997 podzielił I miejsca w Hastings i Beer Szewie, w 2000 i 2003 triumfował w Montrealu (za pierwszym razem wspólnie z Siergiejem Smaginem), w 2002 zdobył tytuł mistrza Litwy oraz zwyciężył w Cappelle-la-Grande, w 2003 ponownie zwyciężył w Cappelle-la-Grande (wspólnie z m.in. Jewhenem Miroszniczenką i Władimirem Burmakinem), jak również w Gausdal, w 2004 podzielił I miejsca w turniejach open w Hamburgu i Genui oraz triumfował w Augsburgu, w 2005 podzielił I miejsca w Kawali oraz w Sztokholmie (turniej Rilton Cup, edycja 2005/06), w 2006 ponownie zwyciężył w Gausdal, natomiast w 2007 podzielił II m. w Triesen (za Aleksandrem Baburinem, wspólnie z Ivánem Faragó) oraz w Gausdal (za Magnusem Carlsenem, z Michałem Krasenkowem i Lajosem Portischem). W 2008 r. zwyciężył w Augsburgu oraz podzielił I m. w Bad Wörishofen (z Henrikiem Teske, Władysławem Borowykowem, Władimirem Burmakinem, Jurijem Drozdowskim i Władimirem Georgiewem), Montrealu (wspólnie z Ołeksandrem Moisejenką, Matthieu Cornettem i Wiktorem Michalewskim) i Salonikach (z Tamazem Gelaszwilim). W 2009 r. zajął II m. (za Radosławem Wojtaszkiem) w rozegranym w Warszawie memoriale Mieczysława Najdorfa. W 2013 r. zwyciężył w otwartych mistrzostwach Norwegii, rozegranych w Fagernes.
Dwukrotnie startował w mistrzostwach świata rozgrywanych systemem pucharowym: w roku 1997 w Groningen awansował do rundy II (w której przegrał z Siergiejem Tiwiakowem), natomiast w 1999 odpadł w I rundzie, ulegając Lewonowi Aronjanowi.
Od odzyskania niepodległości przez Litwę w 1991 r. jest podstawowym zawodnikiem reprezentacji kraju. Wielokrotnie reprezentował Litwę w turniejach drużynowych, m.in.: dziewięciokrotnie na olimpiadach szachowych (w latach 1992, 1994, 1996, 1998, 2002, 2004, 2006, 2008, 2010) oraz pięciokrotnie na drużynowych mistrzostwach Europy (w latach 1992, 1997, 1999, 2005, 2007).
Od 1996 r. reprezentuje barwy Polonii Warszawa, z którą czterokrotnie zdobył medale w rozgrywkach klubowego Pucharu Europy: 3 srebrne (1997, 1999, 2001) oraz brązowy (2002). Wielokrotnie zdobywał również medale drużynowych mistrzostw Polski, w tym 9 razy złote (1996, 1999, 2000, 2001, 2002, 2006, 2007 – w barwach klubu WASKO HetMaN Szopienice Katowice, 2009, 2011).
Najwyższy ranking w karierze osiągnął 1 stycznia 1997 r., z wynikiem 2650 punktów dzielił wówczas 19-20. miejsce na światowej liście FIDE, jednocześnie zajmując 1. miejsce wśród litewskich szachistów.

## Wybrane publikacje
- Vierzig kommentierte Partien 1983-1997, ISBN 3-923532-65-2, 1998
- Play the 2 c3 Sicilian, ISBN 1-901983-56-0, 2002